# Əzim Əzimzadə

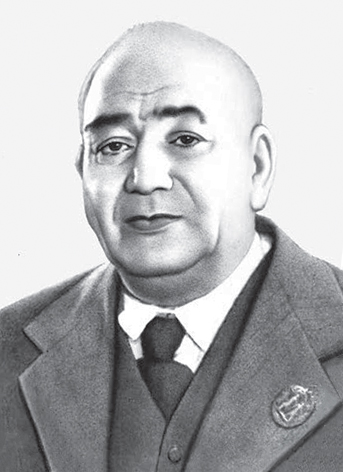
Əzim Əzimzadə, Foto unbekannten Datums

Əzim Əzimzadə (aserbaidschanisch Əzim Aslan oğlu Əzimzadə; deutsch Äzim Äzimzadä; * 7. Mai 1880 in Novxanı, Gouvernement Baku, Russisches Kaiserreich; † 15. Juni 1943 in Baku, Sowjetunion) war ein aserbaidschanischer Künstler und Karikaturist, der mit dem Titel Künstler des Volkes der Aserbaidschanischen SSR von der Sowjetunion ausgezeichnet wurde.

## Leben
Əzimzadə wurde 1880 in dem am Kaspischen Meer gelegenen Dorf Novxanı geboren. Sein Vater Aslan war anfangs Bauer und wurde später Arbeiter in der Ölindustrie, die sich damals gerade im Aufschwung befand. Əzimzadə erhielt keine künstlerische Ausbildung und brachte sich das Malen autodidaktisch bei. Sein Vater schickte in indes auf eine Mullachane, einer Moschee angeschlossenen Schule. Hier lernte er Arabisch und studierte den Koran.
Ab dem Jahr 1906 veröffentlichte er Bilder in Zeitschriften, die sich mit sozialen und politischen Themen auseinandersetzen. In den 1920er Jahren wurde er leitender Künstler der aserbaidschanischen Satirezeitschrift Molla Nasreddin.

## Galerie

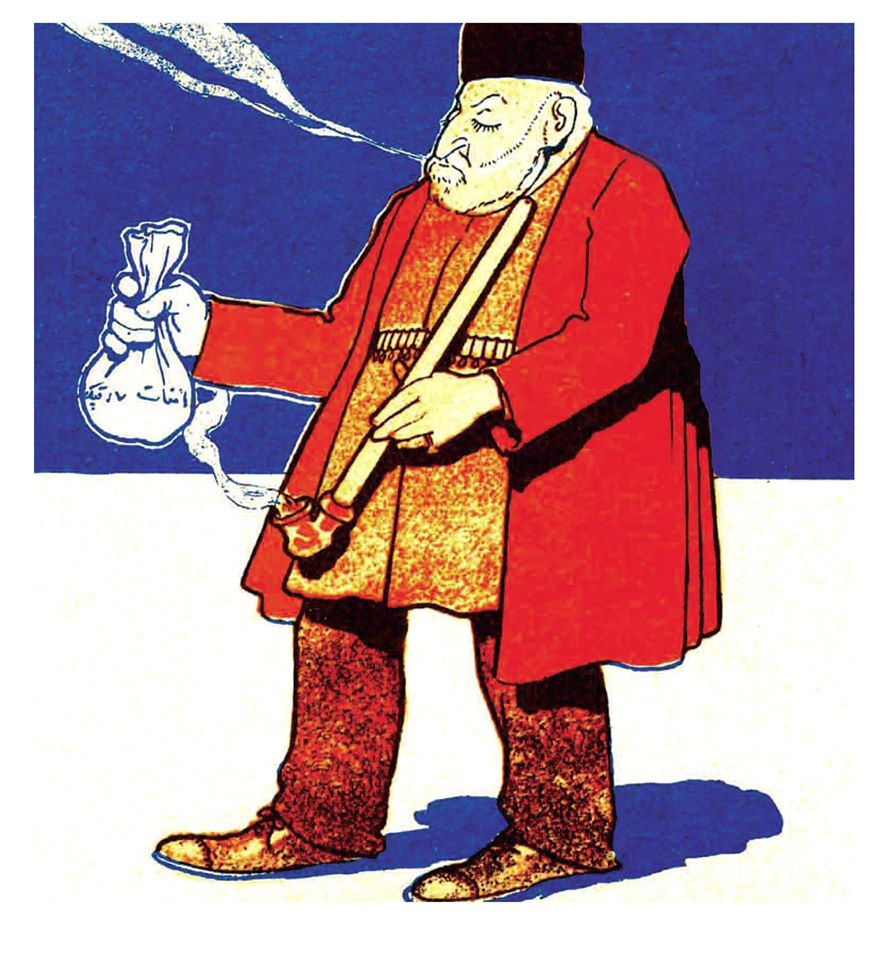
Əzimzadəs erster Beitrag für die Zeitschrift Molla Nasreddin (1906)
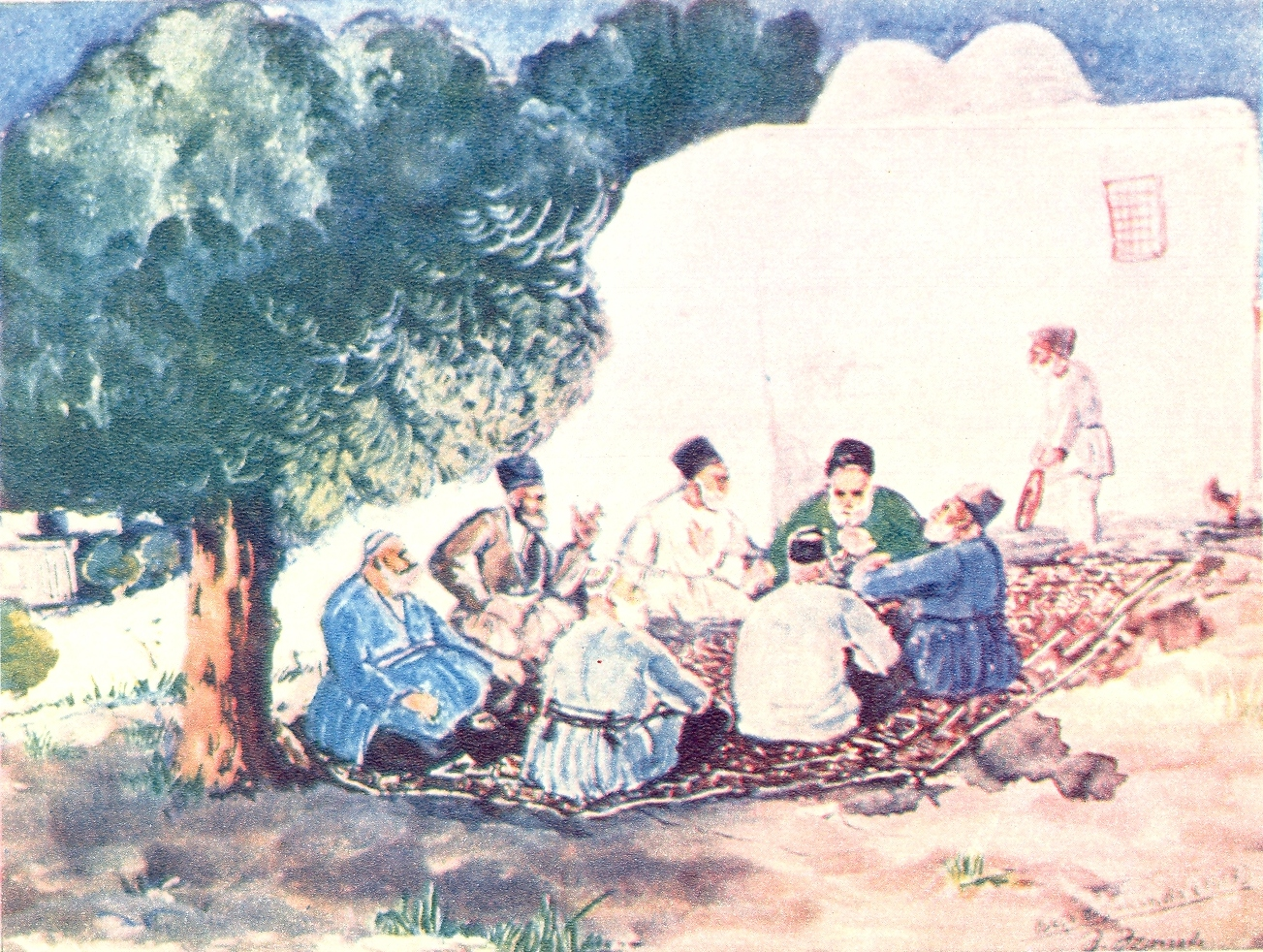
Sommerhaus in Baku (1931)
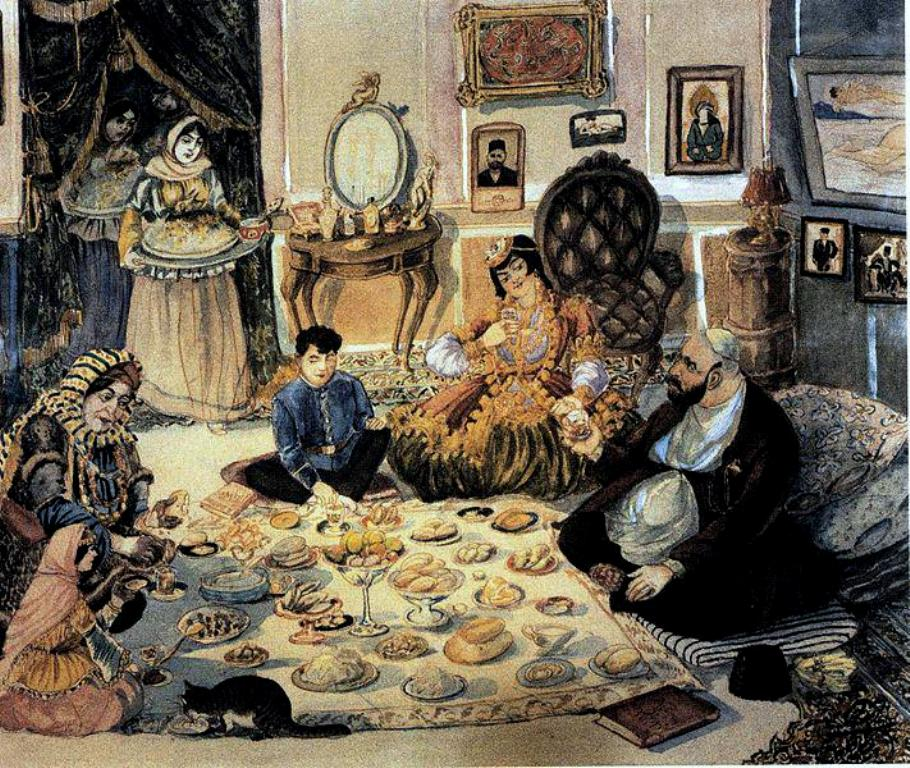
Ramadan der reichen Leute (1932)
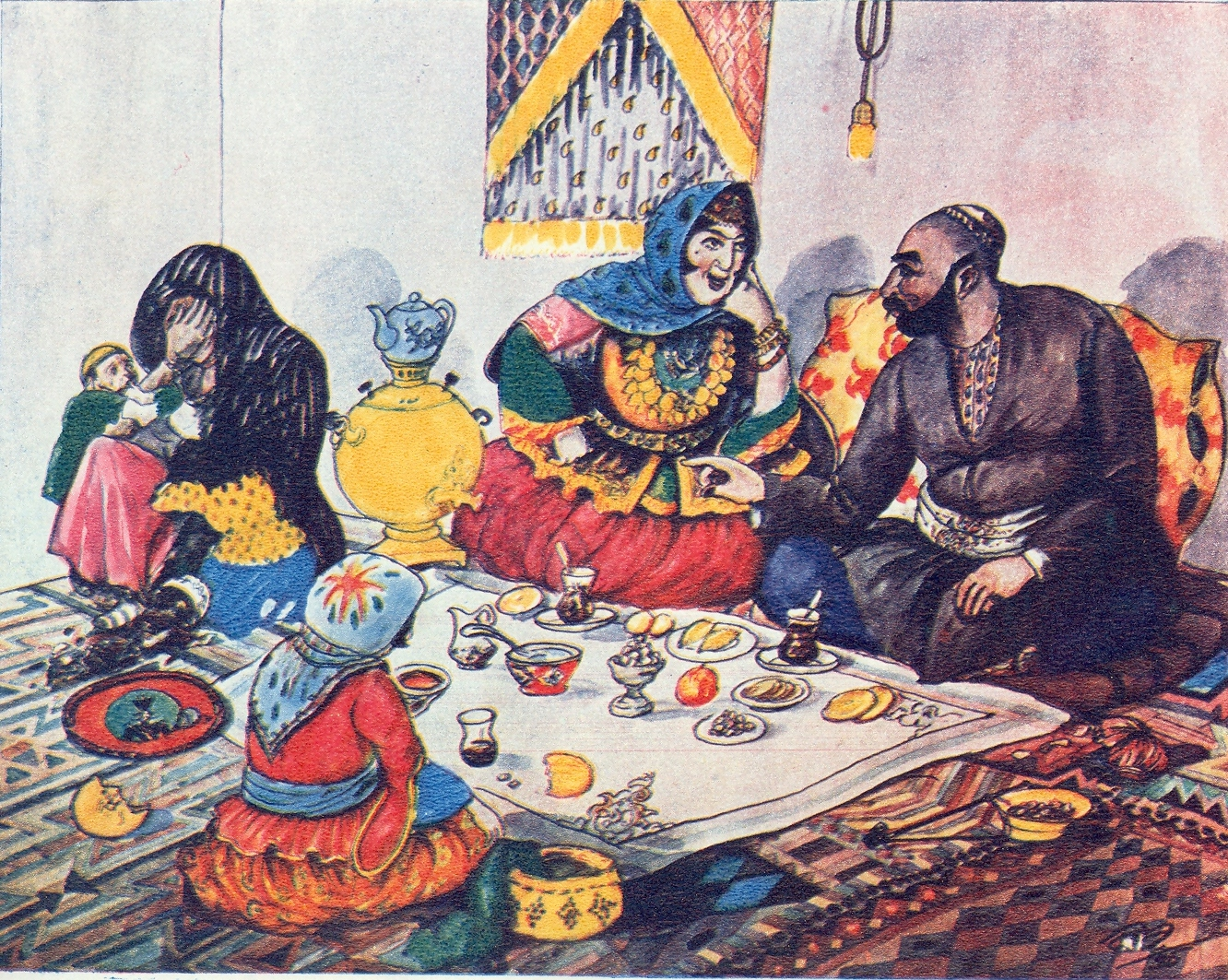
Die alte und die neue Frau (1935)
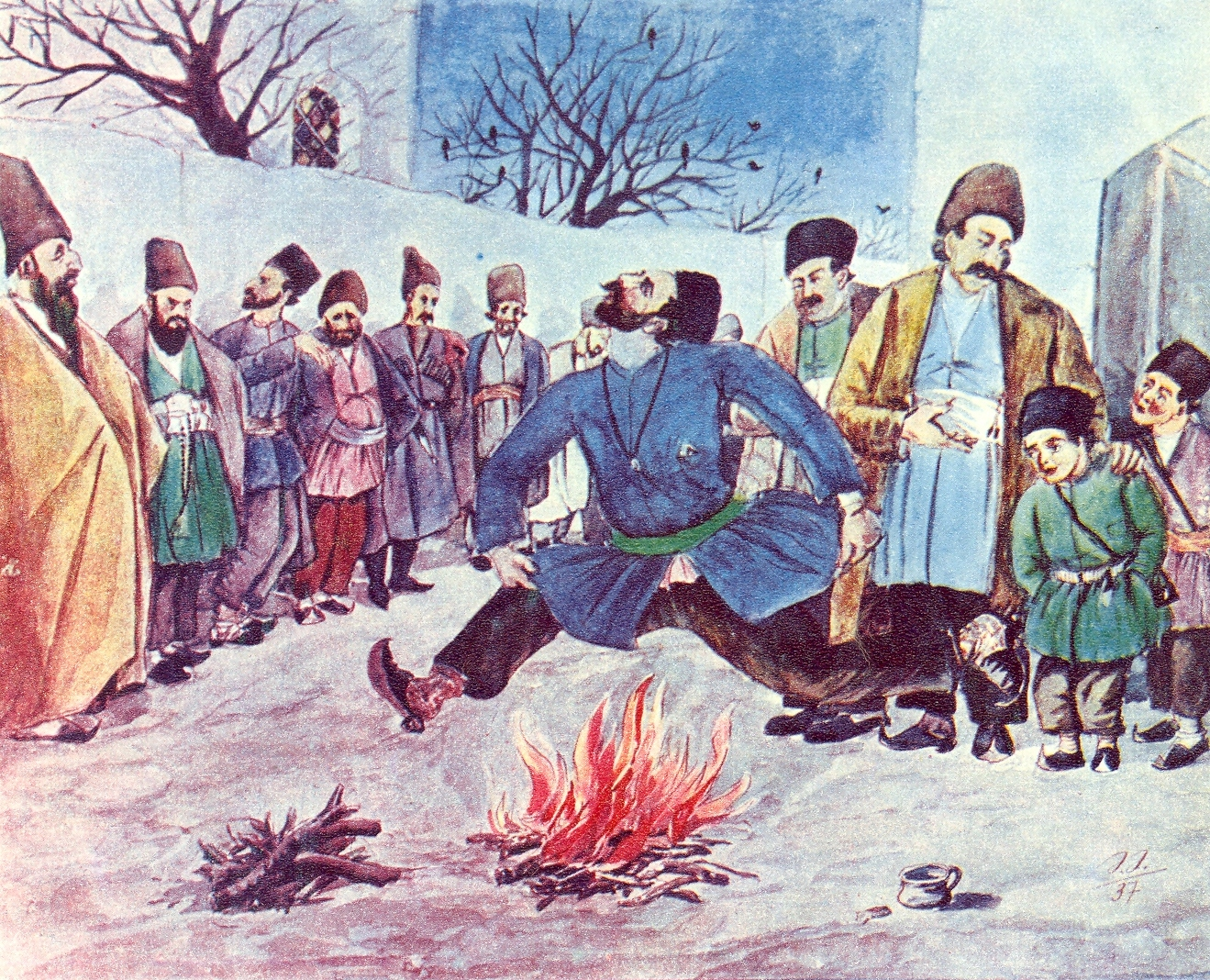
Sprung über das Lagerfeuer (1937)
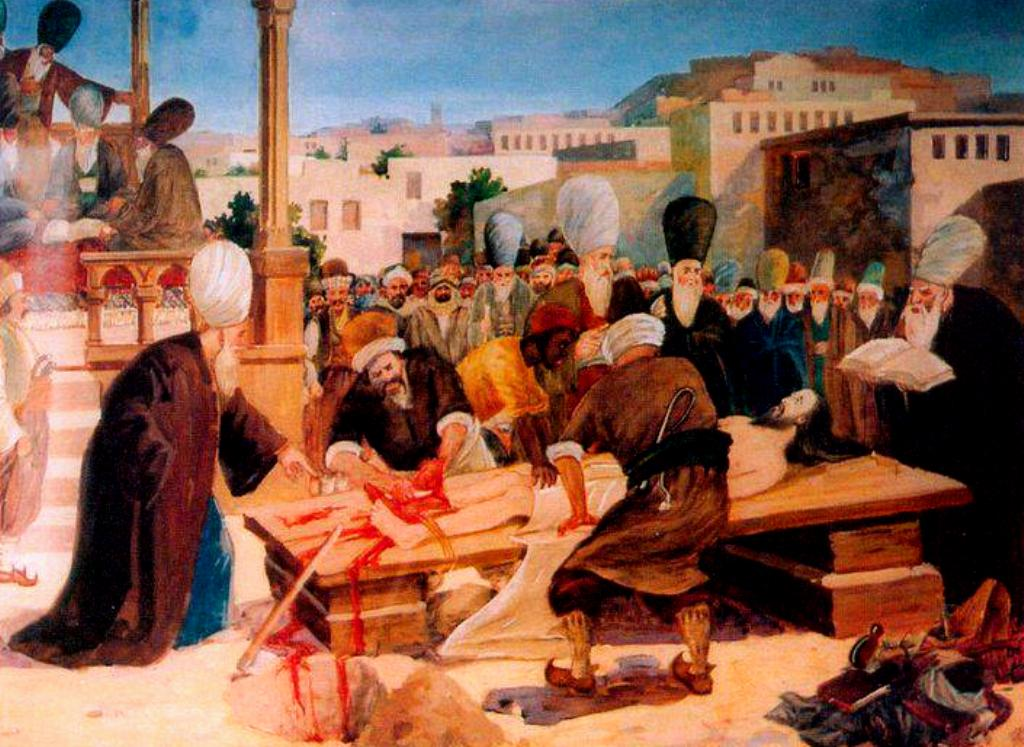
Hinrichtung des Dichters Nasimi (1930er-Jahre)